# اوپاتوف (ناحیه ییهلاوا)
اوپاتوف (به چکی: Opatov) یک منطقهٔ مسکونی در جمهوری چک است که در ناحیه ییهلاوا واقع شده‌است. اوپاتوف ۶٫۷۵ کیلومتر مربع مساحت و ۱۸۷ نفر جمعیت دارد و ۶۵۰ متر بالاتر از سطح دریا واقع شده‌است.